# Ermanno Donati
Ermanno Donati anche come Louis Mann (Roma, 3 marzo 1920 – Londra, 9 luglio 1979) è stato un produttore cinematografico italiano.
Noto per Salon Kitty diretto da Tinto Brass (1976), Il giorno della civetta diretto da Damiano Damiani (1968) e Navajo Joe diretto da Sergio Corbucci (1966). Era sposato con l'attrice Vira Silenti. Ha vinto il premio David di Donatello per il miglior produttore e il Nastro d'argento al miglior produttore con Il giorno della civetta (1968 - 1969). Nel 1950 fondò con Luigi Carpentieri la casa Athena Cinematografica.

## Filmografia

### Produttore
- Atto di accusa, regia di Giacomo Gentilomo (1950)
- Passaporto per l'oriente, regia collettiva (1951)
- La vendetta del corsaro, regia di Primo Zeglio (1951)
- La nemica, regia di Giorgio Bianchi (1952)
- Capitan Fantasma, regia di Primo Zeglio (1953)
- Ci troviamo in galleria, regia di Mauro Bolognini (1953)
- Canzoni a due voci, regia di Gianni Vernuccio (1953)
- Canzone appassionata, regia di Giorgio Simonelli (1953)
- La vena d'oro, regia di Mauro Bolognini (1955)
- Prigionieri del male, regia di Mario Costa (1955)
- Totò lascia o raddoppia?, regia di Camillo Mastrocinque (1956)
- I vampiri, regia di Riccardo Freda e Mario Bava (1957)
- Souvenir d'Italie, regia di Antonio Pietrangeli (1957)
- Domenica è sempre domenica, regia di Camillo Mastrocinque (1958)
- Vacanze d'inverno, regia di Camillo Mastrocinque e Giuliano Carnimeo (1959)
- Il figlio del corsaro rosso, regia di Primo Zeglio (1959)
- Genitori in blue-jeans, regia di Camillo Mastrocinque (1960)
- Noi duri, regia di Camillo Mastrocinque (1960)
- Maciste nella Valle dei Re, regia di Carlo Campogalliani (1960)
- Maciste nella terra dei ciclopi, regia di Antonio Leonviola (1961)
- Giuseppe venduto dai fratelli, regia di Luciano Ricci (1961)
- Maciste alla corte del Gran Khan, regia di Riccardo Freda (1961)
- Maciste all'inferno, regia di Riccardo Freda (1962)
- Marco Polo, regia di Piero Pierotti e Hugo Fregonese (1962)
- L'orribile segreto del dr. Hichcock, regia di Riccardo Freda (1962)
- Le massaggiatrici, regia di Lucio Fulci (1962)
- Il magnifico avventuriero, regia di Riccardo Freda (1963)
- Il ponte dei sospiri, regia di Carlo Campogalliani e Piero Pierotti (1964)
- Maciste nelle miniere del re Salomone, regia di Piero Regnoli (1964)
- L'idea fissa regia di Mino Guerrini e Gianni Puccini (1964)
- Su e giù, regia di Mino Guerrini (1965)
- James Tont operazione U.N.O., regia di Bruno Corbucci e Giovanni Grimaldi (1965)
- James Tont operazione D.U.E., regia di Bruno Corbucci (1966)
- Il terzo occhio, regia di Mino Guerrini (1966)
- Un fiume di dollari, regia di Carlo Lizzani (1966)
- Navajo Joe, regia di Sergio Corbucci (1966)
- Matchless, regia di Alberto Lattuada (1967)
- Col cuore in gola, regia di Tinto Brass (1967)
- L'oro di Londra, regia di Guglielmo Morandi (1968)
- Il giorno della civetta, regia di Damiano Damiani (1968)
- La coppia, regia di Enzo Siciliano (1968)
- Salon Kitty, regia di Tinto Brass (1976)
- Buio Omega, regia di Joe D'Amato (1979)

### Sceneggiatura
- La nemica, regia di Giorgio Bianchi (1952)
- James Tont operazione D.U.E., regia di Bruno Corbucci (1966)
- Matchless, regia di Alberto Lattuada (1967)

### Attore
- Don Cesare di Bazan, regia di Riccardo Freda (1942)